# Abu Hafes Omar I
Abu Hafes Omar ibne Iáia (em árabe: أبو حفص عمر بن يحيى; romaniz.: Abū Ḥafṣ ʿUmar ibn Yaḥya; m. 1295), melhor conhecido como Abu Hafes Omar I, foi um emir Haféssida da Ifríquia (aproximadamente a atual Tunísia) entre 1284 e 1295. Era filho de Abu Zacaria Iáia I (r. 1228–1249) e irmão de Abu Ixaque Ibraim (r. 1279–1283).
Abu Hafes subiu ao trono com o apoio dos nobres Árabes, que retiraram o apoio ao rebelde e usurpador ibne Abi-Umara, que em 1283 tinha logrado derrubar Abu Ixaque Ibraim, que procurou refúgio em Bugia, onde o filho Abu-Faris era governador. Abu Hafes foi um governante piedoso e pacífico que promoveu inúmeras obras de arquitetura religiosa e que nos primeiros anos do seu reinado restaurou a autoridade haféssida.
Em 1284, os Catalães do Reino de Aragão apoderam-se da ilha de Djerba e no ano seguinte obrigam os haféssidas a pagarem-lhes o antigo tributo antes pagos por aos Angevinos da Sicília. Em 1286 ou 1287, os Catalães aliados aos Merínidas de Marrocos devastam as costas da Ifríquia. Em 1287–1288 os Catalães tentam colocar, no trono haféssida ibne Abi Dabus, um príncipe almóada que se tinha refugiado na corte aragonesa; no entanto o emir não foi derrubado.
Na frente interna, Abu Hafes teve que lidar com o seu sobrinho Abu Zacaria Iáia III, que com o apoio dos Árabes derrubou Abu-Faris ibne Ibraim em 1284 e ficou com a parte ocidental do território haféssida, incluindo Bugia e Constantina. Em 1286 atacou Tunes, mas foi repelido e teve que fugir para sul, onde se apoderou de Gabès. Dali atacou a Tripolitânia, mas teve que retirar devido à sua capital Bugia ter sido atacada pelos Abdaluádidas de Tremecém, aliados e formalmente vassalos dos emir haféssida de Tunes.
Durante o reinado de Abu Hafes alguns xeques declaram-se independentes, nomeadamente em Tozir, noutros locais do Jeride e em Gabès. Os Árabes da Tripolitânia também se mostram declaradamente hostis ao emir de Tunes, ao contrário dos Árabes do centro e leste do emirado, cuja fidelidade foi comprada pelo emir concedendo-lhes terras e benefícios fiscais.
O emir de Bugia anexa a região de Zabe c. 1290 e em 1294 o governador desta região consegue autoridade sobe todo o território a sul de Constantina. Em 1294 o emir de Gabès reconhece a soberania do emir de Bugia.
Abu Hafes Omar morre em 1295 e é sucedido por Abu Assida Maomé, filho póstumo de Iáia II (r. 1277–1279).